# اوجغاز سفلی
اوجغاز سفلی یکی از روستاهای استان اردبیل است که در بخش مرکزی شهرستان خلخال واقع شده است.
«اوجغاز سفلی (Owjqāz-e Soflā) یا آشاغی اوجغاز از آبادی‌های کرمانجی و ترک نشین دهستان سنجبدشرقی در بخش مرکزی شهرستان خلخال است در گذر زمان میزبان مهاجرانی از روستاهای کیوی، گل تپه، نی و زاویه ترک بوده است همین امر یکی از دلایل رواج زبان ترکی و سخن گفتن مردمان روستا به زبان ترکی آذری می‌باشد این روستا در ارتفاع ۱۷۵۵ متری از سطح دریا در ۳۷ درجه و ۴۵ دقیقه و ۲۸ ثانیه عرض شمالی و ۴۸ درجه و ۳۰ دقیقه و ۱۳ ثانیه طول شرقی در میان دو رودخانه اوجغازچایی (پیرانلو) و آرپاچایی جای گرفته است. رودخانه معروف آرپاچایی که ازارتفاعات سمت شمالی دهستان در ییلاقات اوجغاز ومیل آغاردان سرچشمه می‌گیرد باگذر از سمت شرقی روستای اوجغاز به سمت جنوب جریان می‌یابد. حاصل این مجاورت باغات سبز و وسیع و درختان ستبر و بلندی است که در دو سوی رودخانه قدعلم کرده و زیبایی خاصی به اوجغاز می‌بخشند. رودخانه پیرانلو یا اوجغاز که یک رودخانه محلی است از ارتفاعات شمال غربی روستای پیرانلو سرچشمه می‌گیرد و باگذشتن از روستای پیرانلو در حوالی روستای اوجغاز سفلی از سمت غرب به شرق جریان می‌یابد تا در سمت جنوب شرقی پائین دست روستا به آرپاچایی ملحق شود. مجاورت با این رودخانه‌ها باغات سبز زیبایی را در روستای اوجغاز بوجود آورده است که در جای خود ممر ددرآمدی برای اهالی به حساب می‌آید.».
«آشاغی اوجغاز از نظرتوپوگرافیکی در منطقه ای کوهستانی قرار گرفته است و قسمت عمده ای از آبادی در کوهپایه قراردارد. معمولاً هر ارتفاع وبلندی به دره ختم می‌شود و به همین خاطردرمجاورت اوجغاز نیز دره‌های عمیقی وجود دارد. روستاهای پیرانلو و مصطفی لو درسمت شمال وروستاهای خداقلی قشلاق و لنبر درسمت جنوب اوجغاز سفلی قرارگرفته است. سمت غربی اوجغاز به ارتفاعات منطقه و سمت شرقی آن به مناطق ییلاقی منتهی می‌شود.».
«روستای اوجغاز سفلی یا آشاغی اوجغاز درسرشماری عمومی نفوس ومسکن سال ۱۳۸۵ دارای ۹ خانوار با ۶۷ نفر جمعیت بود که ۳۳ نفرآن مرد و ۳۴ نفرزن بودند. این تعداد در فاصله ۵ ساله بین دوسرشماری با ۵۰ درصدکاهش به ۷ خانوار با ۳۳ نفرجمعیت تقلیل می‌یابد. شغل اصلی اهالی اوجغاز کشاورزی، باغداری و دامداری است.».
«اوجغاز سفلی نیز به همراه دیگر روستاهای کردنشین منطقه از سال ۱۳۹۴ در اولویت پروژه‌های گازرسانی شهرستان خلخال قرار گرفته است و پروژه‌های گازرسانی آن در شرایط سخت کاری و با توجه به صعب العبور و کوهستانی بودن منطقه اجرا می‌شود. راه ارتباطی روستای اوجغازسفلی درحد فاصل سه راهی پیرانلو تا اوجغاز خاکی است، روشنایی معابرومنازل آبادی از طریق شبکه سراسری برق تأمین می‌شود وامکانات تحصیلی در مقطع ابتدایی برای اهالی فراهم است.».
«ناگفته نماند که در دهستان سنجبدجنوبی دو منطقه دیگری به نام اوجغاز وجود دارد که یکی اوجغازعلیا یا یوخاری اوجغاز ودیگری اوجغازییلاقی نامیده می‌شود. اوجغازعلیا روستای بزرگی است که به نام بلوکانلو معروف است.».